# Folly Lake (Annapolis County)
Folly Lake är en sjö i Kanada.   Den ligger i provinsen Nova Scotia, i den sydöstra delen av landet, 900 km öster om huvudstaden Ottawa. Folly Lake ligger 178 meter över havet. Arean är 0,14 kvadratkilometer. Den sträcker sig 0,5 kilometer i nord-sydlig riktning, och 0,6 kilometer i öst-västlig riktning.
I omgivningarna runt Folly Lake växer i huvudsak blandskog. Runt Folly Lake är det glesbefolkat, med 14 invånare per kvadratkilometer.